# Maurizio Bernardo
Maurizio Bernardo (Palermo, 3 giugno 1963) è un politico italiano, deputato alla Camera dal 28 aprile 2006 al 22 marzo 2018 per tre legislature.

## Biografia
Nato il 3 giugno 1963 a Palermo, ma residente a Milano, già impegnato in politica con la Democrazia Cristiana, con la discesa in campo nella politica di Silvio Berlusconi nel 1994 aderisce a Forza Italia.
Alle elezioni regionali in Lombardia del 1995 si candida tra le liste di Forza Italia, nella mozione del deputato Roberto Formigoni, venendo eletto nella circoscrizione di Milano con 6 000 preferenze in consiglio regionale della Lombardia. Successivamente ricopre l'incarico di assessore alla famiglia e alle politiche sociali nella prima giunta regionale della Lombardia presieduta da Formigoni.
Alle regionali lombarde del 2000 viene rieletto consigliere regionale nella medesima circoscrizione, risultando con le sue 14 977 preferenze il più votato in assoluto della Lombardia. Alle successive regionali del 2005 non si ricandida in consiglio reginale, ma, con la rielezione di Formigoni a presidente, diventa comunque assessore alle Risorse idriche e ai Servizi di pubblica utilità nella sua terza giunta regionale, rimanendo in carica fino al 7 luglio 2006.
Alle elezioni politiche del 2006 viene candidato alla Camera dei deputati, tra le liste di Forza Italia nella circoscrizione Lombardia 3 in terza posizione, risultando eletto deputato. Nella XV legislatura della Repubblica ha fatto parte della 10ª Commissione Attività produttive, commercio e turismo e della Commissione per l'accesso ai documenti amministrativi.
Alle elezioni politiche del 2008 si è ricandidato alla Camera, tra le file del Popolo della Libertà (lista elettorale che univa principalmente Forza Italia e Alleanza Nazionale) nella medesima circoscrizione in quinta posizione, venendo rieletto a Montecitorio. Nel corso della XVI legislatura è stato tesoriere del gruppo parlamentare del PdL alla Camera, in sostituzione di Chiara Moroni entrata in Futuro e Libertà per l'Italia, oltreché componente della 6ª Commissione Finanze e della Giunta delle elezioni.
Alle elezioni politiche del 2013 viene ricandidato alla Camera, tra le liste del Popolo della Libertà nella circoscrizione Lombardia 1 in quarta posizione, venendo riconfermato per la terza volta consecutiva.
Il 16 novembre 2013, con la sospensione delle attività del Popolo della Libertà, aderisce al Nuovo Centrodestra (NCD) guidato da Angelino Alfano, di cui diventa tesoriere del gruppo parlamentare alla Camera e coordinatore regionale vicario per Milano (Lombardia).
Il 21 luglio 2015 viene eletto presidente della 6ª Commissione Finanze della Camera dei deputati, in sostituzione di Daniele Capezzone (che nel frattempo era passato all'opposizione).
Il 6 dicembre 2016, in seguito alla bocciatura del referendum costituzionale sulla riforma Renzi-Boschi del 4 dicembre, annuncia di voler abbandonare il NCD per passare al gruppo misto. Ma tale annuncio non ha però avuto seguito.
Dal 2016 al 2018 è stato consigliere per le relazioni economiche della Fondazione Italia USA.
Il 18 marzo 2017, con lo scioglimento di NCD e la fondazione del suo successore Alternativa Popolare (AP) con le stesse ideologie da parte di Alfano, aderisce ad AP. Il 20 luglio seguente abbandona AP e aderisce ufficialmente al Partito Democratico di Matteo Renzi.
Alle elezioni politiche del 2018 viene ricandidato alla Camera dei deputati, tra le liste del Partito Democratico, ma non viene rieletto.
Durante le elezioni amministrative del 2021 a Milano ha coordinato la campagna elettorale di suo fratello Luca come candidato sindaco del centro-destra. Nel 2022 aderisce alla rinata Forza Italia di Berlusconi.

## Vicende giudiziarie
Nel 2005, quando era assessore alle risorse idriche e ai servizi di pubblica utilità della Regione Lombardia, Bernardo è stato indagato per traffico illecito di rifiuti, ma da tale accusa è stato prosciolto nel 2007.